# Youth (film 1917)
Youth è un film muto del 1917 diretto da Romaine Fielding.

## Produzione
Il film fu prodotto dalla Peerless Productions con il titolo di lavorazione The Waster.

## Distribuzione
Distribuito dalla World Film, il film uscì nelle sale cinematografiche USA il 6 agosto 1917.